# 觀音山 (高雄市)
觀音山，位於台灣高雄市大社區神農里，接近仁武區邊界的一座山峰，峰頂海拔177公尺，為台灣小百岳第75號。該山峰地處典寶溪與獅龍溪的分水嶺上，立有三等三角點內補055號。觀音山為舊高雄縣十大名山之一，東側有義守大學，此地可眺望義大世界。